# Nagyilva
Nagyilva (románul: Ilva Mare, németül: Großilva) falu Romániában, Erdélyben, Beszterce-Naszód megyében.

## Fekvése
Naszódtól 47 kilométerre északkeletre, a Nagy-Szamosba ömlő Ilva vize mellett fekvő település.

## Története
1552-ben Ilva, 1576-ban Ilwa, 1601-ben Ilova néven említette oklevél. Nevét patakjáról vette, ami az 'iszap' jelentésű szláv il szóból való, és etimológiailag megegyezik Illava nevével. 1564-ben Szentgyörgy faluval folytatott határpert. Ez a falu később elpusztult.
Az 1730-as években majoriak telepítették újra, az első telepes 1730-ban Toma Miclăuș volt. Később Radnáról és a Borgó-vidékről is érkeztek betelepülők. Az Erdélyi határőrvidék felállítása elől 1762-ben sokan Moldvába és Bukovinába menekültek, helyüket borgó-vidékiek és havasalföldiek foglalták el. A határőrség szervezése során még 1763-ban utcarendbe vonták, a lakosságot pedig a vallási unió elfogadására kényszerítették. A falu a második erdélyi román határőrezred része lett. Az ilvai granicsárok részt vettek a bajor örökösödési háborúban, az oszmánok elleni 1788-as hadjáratban, a forradalmi franciaország és Napóleon elleni háborúkban, 1848–49-ben pedig a császáriak oldalán a magyar forradalmárok ellen harcoltak.
Egy határkijelölő bizottság 1790-ben elválasztotta a majori és nagyilvai határt. A nagyilvaiaknak ítélte a majoriak által a környéken és még feljebb is birtokolt legelőket, cserében a majoriakat egy tagban kártalanította. 1800-ig a falunak nem volt szántója, ekkor kezdtek el az erdőtől szántóföldeket elhódítani. 1833-ban egy faházban nyílt meg első iskolája.
Az Erdélyi határőrvidék 1851-es feloszlatása után 1864-ig húzódó és eredménytelenül zárult pert folytatott Újradnával a Rusaia nevű hegy birtoklásáért. Cigányok az 1850-es években települtek be. 1861-től Naszód vidéke része, majd 1876-ban Beszterce-Naszód vármegye Óradnai járásához csatolták. 1883-ban nagyközséggé szerveződött.
Kiterjedt határa miatt a környék leggazdagabb falujának számított. Lakói famunkával is foglalkoztak, 1896-ban körülbelül száz család készített faedényeket. 1904-ben Székely Frigyes gyógyszertárat nyitott benne. 1945 után kivált belőle Ilvatelek és Ivăneasa.
1880-ban 2280 lakosából 2118 volt román és 46 német anyanyelvű; 2217 görögkatolikus és 56 zsidó vallású.
1992-ben 1972 lakosából 1953 volt román nemzetiségű; 1803 ortodox, 47 adventista és 34 görögkatolikus vallású.

## Látnivalók
- Az Ilva fedett fahídja 1829-ben tölgyfából épült.[4]
- Ortodox (korábban görögkatolikus) temploma 1885-ben épült. A templom dísze Octavian Smighelschi ikonosztáza és szószéke 1898–99-ből.
- A falutól északkeletre 1991–92-ben emelt ortodox kolostor az észak-moldvai kolostorok tornyait idéző fatemplommal, máramarosi nagykapuval és Leonardo Utolsó vacsorájának mozaik változatával. Búcsúját augusztus 6-án tartják.

## Híres emberek
- Itt született 1920-ban Alexandru Husar irodalomtörténész.